# Killala
Killala is een plaats in het Ierse graafschap Mayo, in het westen van Ierland ten noorden van Ballina. Vroeger liep de spoorlijn van Dublin naar Ballina door naar Killala. Westelijk van Killala is Townsplots West, plaatselijk bekend als Enagh Beg met veel oude forten.
Killala was de zetel van het gelijknamige rooms-katholieke bisdom Killala. Tegenwoordig staat de zetel in Ballina. Het dorp is nog wel steeds een van de twee zetels van het bisdom Tuam, Killala & Achonry van de Church of Ireland.